# Nhậm Chí Cường
Nhậm Chí Cường (tiếng Trung: 任志强; bính âm: Rén Zhìqiáng; sinh ngày 8 tháng 3 năm 1951) là ông trùm bất động sản bị tống giam và là blogger Trung Quốc hoạt động trên Sina Weibo với hơn 37 triệu người theo dõi. Mang biệt danh "Nhậm Đại Pháo", ông nổi tiếng qua những lời chỉ trích thẳng thắn đối với Đảng Cộng sản Trung Quốc.  Ông bỗng dưng biến mất vào ngày 12 tháng 3 năm 2020 sau khi lên tiếng chỉ trích Tổng bí thư Đảng Cộng sản Trung Quốc Tập Cận Bình về việc xử lý phản ứng trước đại dịch COVID-19 của Trung Quốc. Tháng 9 năm 2020, ông bị kết án mười tám năm tù về tội tham nhũng, sau khi trải qua phiên tòa một ngày.

## Sự nghiệp
Nhậm Chí Cường chào đời tại Lai Châu, Yên Đài, tỉnh Sơn Đông vào ngày 8 tháng 3 năm 1951. Phụ thân tên Nhậm Tuyền Sinh (任泉生; 1918–2007), từng giữ chức Thứ trưởng Bộ Thương mại Trung Quốc, và mẫu thân tên Lý Tú Hanh (李秀亨) là ủy viên Thành ủy Bắc Kinh. Khi mới hai hay ba tuổi, ông đi theo cha mẹ định cư tại thủ đô Bắc Kinh, lớn lên nhập học Trường Trung học số 35 Bắc Kinh. Trong cuộc Cách mạng Văn hóa, cha mẹ của Nhậm đều bị bức hại tàn khốc riêng bản thân ông bị buộc về lao động tại vùng nông thôn ở công xã Phùng Trang huyện Diên An tỉnh Thiểm Tây trong thân phận thanh niên hạ phóng vào năm 1968. Năm 1969, nhờ đồng đội của cha giới thiệu, ông gia nhập Quân Giải phóng Nhân dân, làm kỹ sư quân sự tại Trung đoàn 137 thuộc Sư đoàn 131 Quân đoàn 38, liên tiếp giữ chức trung đội trưởng, đại đội trưởng và sĩ quan tham mưu. Tháng 4 năm 1974, ông gia nhập Đảng Cộng sản Trung Quốc.
Nhậm xuất ngũ vào năm 1981 và ít lâu sau được bổ nhiệm làm phó tổng giám đốc hãng Bắc Kinh Di Đạt. Năm 1984, ông giữ chức trưởng phòng Tổng công ty Hoa Viễn Bắc Kinh. Nhậm bị bắt giam vào tháng 9 năm 1985, nhưng được thả 14 tháng sau mà không bị kết án bất kỳ tội danh nào. Theo người đồng nghiệp lâu năm của Nhậm cho biết lý do khiến ông phải ngồi tù là vì ông đã dám xúc phạm trưởng phòng kiểm toán của quận Tây Thành, Bắc Kinh. Nhậm đảm nhiệm chức Phó chủ tịch Tập đoàn Hoa Viễn vào năm 1988 và lên làm Chủ tịch vào năm 1993. Năm 2004, ông trở thành Giám đốc Ngân hàng Thương mại Bắc Kinh và năm 2007 là Chủ tịch Công ty cổ phần Bất động sản Hoa Viễn Bắc Kinh. Ông còn có bằng Thạc sĩ Luật của Đại học Nhân dân Trung Quốc.
Năm 2010, tờ China Daily đưa tin về vị Chủ tịch Tập đoàn Bất động sản Hoa Viễn Nhậm Chí Cường được trả mức lương cao nhất so với bất kỳ thành viên nào trong số 258 công ty niêm yết nộp báo cáo thường niên. Mức lương của ông theo như báo cáo cho biết là 7,07 triệu nhân dân tệ (1,04 triệu đô la). Năm 2014, Ông từ chức giám đốc công ty bất động sản.
Cho đến năm 2013, ông từng là ủy viên Chính hiệp Bắc Kinh (viết tắt của Hội nghị Hiệp thương Chính trị Nhân dân Thành ủy Bắc Kinh).

## Chê trách Đảng Cộng sản
Nhậm Chí Cường nổi tiếng vì luôn lên tiếng chỉ trích Đảng Cộng sản và chính sách của chính phủ. Là gười có quan điểm thẳng thắn nên ông được mệnh danh là "Donald Trump của Trung Quốc". Vào ngày 7 tháng 5 năm 2010, có một người biểu tình đã ném một đôi giày vào ông. Sau đó, vào tháng 11 năm 2013, ông đã đe dọa kiện đài truyền hình quốc gia Đài Truyền hình Trung Quốc (CCTV) sau khi đài này thông báo rằng Huayuan Real Estate, công ty ông, nợ 54,9 tỷ nhân dân tệ mà chưa trả thuế. Vào tháng 1 năm 2014, ông đã gọi CCTV là "đài truyền hình ngu nhất trên thế giới". Vào tháng 9 năm 2015, ông đã gây ra tranh cãi trên mạng xã hội Trung Quốc (Weibo) khi đăng một bài viết chỉ trích Đoàn Thanh niên Cộng sản Trung Quốc, tổ chức thanh niên của Đảng Cộng sản.
Vào năm 2016, ông đã công khai thách thức quan điểm của Tổng bí thư Đảng Cộng sản, Tập Cận Bình, rằng các phương tiện truyền thông chính phủ phải tuân thủ đường lối của Đảng. Sau khi Tập Cận Bình thăm quan CCTV vào ngày 19 tháng 2 năm 2016, trong đó các nhà báo hiện biểu ngữ "CCTV mang họ của Đảng. Chúng tôi tuyệt đối trung thành. Xin kiểm tra chúng tôi", Nhậm Chí Cường đã viết trên Weibo: "Khi chính phủ của nhân dân trở thành chính phủ của Đảng? [Phương tiện truyền thông] được tài trợ bởi hội phí Đảng viên à? Đừng lãng phí tiền thuế của người dân vào những điều không cung cấp dịch vụ cho họ". Bài viết sau đó đã bị xóa, nhưng vào ngày 22 tháng 2 năm 2016, các phương tiện truyền thông liên kết với chính phủ cáo buộc Nhậm Chí Cường tuyên truyền lật đổ Đảng Cộng sản. Vào ngày 28 tháng 2, tài khoản Weibo của Nhậm Chí Cường đã bị chặn bởi Cơ quan Quản lý Không gian Mạng Trung Quốc (CAC) với lý do "lan truyền thông tin bất hợp pháp". Kết quả là, việc chặn tài khoản Weibo của Nhậm Chí Cường đã khiến ông bị cắt đứt khỏi khoảng 37 triệu người theo dõi trên mạng. Một ngày sau đó, Ủy ban Đảng Cộng sản Quận Tây An, nơi ông đăng ký làm Đảng viên, đã tuyên thệ sẽ trừng phạt ông theo quy định của Đảng. Vào ngày 2 tháng 5 năm 2016, Nhậm Chí Cường đã bị đưa vào tình trạng treo cầu trong Đảng Cộng sản Trung Quốc, tức là ông bị cách chức và không được tham gia các hoạt động Đảng trong một năm.

## Truy tố
Trong một bài viết được đăng vào tháng 2 năm 2020, Nhậm Chí Cường đã phê phán một bài diễn thuyết của Tập Cận Bình về đại dịch coronavirus. Ông đã nhấn mạnh rằng thay vì thấy một hoàng đế đứng đó mặc áo mới, ông chỉ thấy một chú hề trần trụi cố gắng tiếp tục giả vờ làm hoàng đế. Ông cho rằng việc hạn chế tự do báo chí và tự do ngôn luận đã góp phần làm trì hoãn phản ứng chính thức đối với đại dịch, tạo ra những tác động tiêu cực ngày càng lớn. Ông biến mất vào ngày 12 tháng 3.
Vào ngày 7 tháng 4 năm 2020, Ủy ban Kiểm tra Trung ương Đảng Cộng sản Trung Quốc đã thông báo về việc khởi tố cuộc điều tra đối với Nhậm Chí Cường vì các cáo buộc về "vi phạm nghiêm trọng pháp luật và quy định nội bộ".
He Weifang đã nhận xét về cuộc điều tra này rằng: "Tôi hy vọng rằng các cơ quan tư pháp sẽ xử lý vụ án này một cách nghiêm minh và tuân thủ pháp luật, đồng thời cung cấp bằng chứng thuyết phục để chứng minh rằng những nhận định này vi phạm pháp luật và thậm chí là tội phạm."
Vào ngày 23 tháng 7 năm 2020, ông đã bị khai trừ khỏi Đảng Cộng sản Trung Quốc, mở đường cho quá trình truy tố hình sự. Vào ngày 22 tháng 9 năm 2020, sau một phiên tòa kéo dài một ngày, một tòa án ở Trung Quốc đã tuyên án ông Nhậm Chí Cường mức án 18 năm tù về tội danh tham nhũng.